# سولما کاسترو دپنیا
سولما کاسترو دپنیا (انگلیسی: Zulema Castro de Peña; ۱ ژانویهٔ ۱۹۲۰ – ۲۲ ژانویهٔ ۲۰۱۳) فعال حقوق بشر اهل آرژانتین بود. او عضو مادران میدان مایو بود. دو پسرش، عیسی پنیا و (ایزیدورو) در دهه ۷۰ میلادی در جریان جنگ کثیف ناپدید شدند. آنها در حزب انقلابی کارگران (آرژانتین) فعالیت داشتند و عضو تیم انقلابی کارگران (تی آر تی)، آرژانتین بودند، آنها در ۲۶ ژوئن ۱۹۷۸، ربوده شدند. پسر کوچک‌تر سولما، (ایزیدورو)، در ۱۰ ژوئیه ۱۹۷۸، درست چند روز پس از ربوده شدن کاسترو برادر بزرگ‌ترش، در بوئنوس آیرس ناپدید شد.ناپدید شدن این فرزندان تحت رهبری سولما کاسترو دپنیا برای اینکه پاسخی برای مفقود شدنشان پیدا کند، دهه‌ها ادامه یافت. سولما یک فعال برجسته حقوق بشر در بین مادران پلازا مایو بود، این انجمنی برای عدالت‌خواهی مادران آرژانتینی بنا شد تا در مورد فرزندانشان که در طول دیکتاتوری و جنگ کثیف ناپدید شده بودند را تعقیب و دنبال کنند. بخش انسان‌شناسی در پزشکی قانونی در تحقیقی که روی این پسران در سال ۱۹۹۷ انجام داد تأیید کرد که کشته شدند. در سال ۲۰۱۲، نمادی را در شهر لا پلاتا برای یادآوری خاطره آنها بنا کردند، سولما با خاطره و یاد فرزندان «ناپدید شده» خود همراه با همسرش یک گروه حقوق بشر در لا پلاتا تأسیس کردند.سولما کاسترو دپنیا در ۲۲ ژانویه ۲۰۱۳ در شهر لاپلاتا در سن ۹۳ سالگی درگذشت.